# چوونز
چوونز (به فرانسوی: Chevennes) یک کمون (فرانسه) در فرانسه است که در ان (ا-دو-فرانس) واقع شده‌است. چوونز ۶٫۰۶ کیلومتر مربع مساحت دارد ۱۲۴ متر بالاتر از سطح دریا واقع شده‌است.